# Chupa (singolo)
Chupa è un singolo del cantautore italiano AKA 7even e del gruppo musicale italiano BossFamily, pubblicato il 21 agosto 2020.

## Descrizione
Il brano, scritto dallo stesso cantautore con Ciro Abagnale, in arte Shine, e Gaetano Vitiello, in arte Gaglia, è prodotto Max Elias Kleinschmidt, in arte Cosmophonix.

## Video musicale
Il video musicale, diretto da Tony Becher, è stato pubblicato in concomitanza all'uscita del brano attraverso il canale YouTube del gruppo musicale.

## Tracce
Testi di Luca Marzano, Ciro Abagnale e Gaetano Vitiello, musiche di Luca Marzano, Max Kleinz e John Victor.
1. Chupa – 2:44